# Angelo Martino Colombo
Pour les articles homonymes, voir Colombo (homonymie).
Ne doit pas être confondu avec Angelo Colombo.
Angelo Martino Colombo (né le 13 mai 1935 à Gattinara au Piémont, et mort le 13 mars 2014) est un footballeur italien, qui évoluait en tant que gardien de but.

## Biographie
Il commence sa carrière avec le club historique de sa province natale, le Pro Vercelli, avec qui il dispute 5 championnats (Serie D et Serie C).
Il passe ensuite une saison à Messine en Sicile, avant de rejoindre le club sarde du Cagliari Calcio en 1960. Avec ce club, il réussit à passer de la Serie C à la première division.
Le grand club de sa région d'origine, la Juventus, l'achète lors de la saison 1965-1966 pour jouer le rôle de doublure de Roberto Anzolin. En trois saisons en bianconero, il remporte le scudetto 1966-1967. À la Juventus (pour qui il dispute sa première confrontation le 11 juin 1966 lors d'une victoire 2-1 sur le FC Bâle), il joue en tout cinq matchs de championnat (huit pour six buts encaissés toutes compétitions confondues).
Il dispute également avec les turinois une rencontre de Coupe des champions contre l'Olympiakos.
Il est ensuite vendu à l'Hellas Vérone en novembre 1968, avec qui il joue plus régulièrement, mais alternant dans les cages entre Giovanni De Min, Mario Giacomi et Pierluigi Pizzaballa.
À la fin de la saison 1972-1973, à l'âge de 38 ans, il quitte la Serie A pour rejoindre l'Omegna, avant de terminer sa carrière.

## Palmarès
Juventus
- Championnat d'Italie (1) :
  - Champion : 1966-67.